# Valérien Ismaël
Valérien Ismaël (Strasburgo, 28 settembre 1975) è un allenatore di calcio ed ex calciatore francese, di ruolo difensore, tecnico del Blackburn.

## Biografia
Valérien Ismaël è il figlio di un padre guadalupense e di una madre alsaziana di Strasburgo. Suo nonno era tedesco. È cresciuto a Strasburgo.
Il 25 aprile 2013 ha ricevuto la cittadinanza tedesca.

## Carriera

### Giocatore

#### Gli inizi
Giocare a calcio Valerien Ismael è iniziato nel 1982 con l'AS Holtzheim e il 1984, si è unito il settore giovanile della località del club, Strasburgo. Il 15 gennaio 1994, ha festeggiato con la maglia di questo club contro il Cannes suo debutto nel primo campionato francese. In tutto ha collezionato 77 presenze durante la sua prima esperienza nella squadra francese; ha inoltre disputato 5 partite di Coppa UEFA segnando anche un gol.

#### Crystal Palace
Nel gennaio del 1998 passa al Crystal Palace per 2.750.000 sterline, diventando l'acquisto più oneroso di sempre della società inglese. Nonostante questo è riuscito a totalizzare solo 13 presenze prima di essere ceduto nell'ottobre del 1998 al Lens.

#### Lens e Strasburgo
Tornato in patria riesce di nuovo a imporsi dopo la brutta stagione in Inghilterra; con il Lens totalizza 83 presenze e 5 gol. Durante la stagione 2000-2001 torna in prestito allo Strasburgo, non riuscendo però a evitare la retrocessione della squadra francese. Rientrato al Lens disputa un'ottima stagione, colleziona infatti 33 presenze e 4 gol.
A fine stagione passa di nuovo allo Strasburgo, nel frattempo ritornato in Ligue 1.
Tornato per la terza volta nella società francese viene eletto capitano e conduce la squadra a un 13º posto finale attirando l'attenzione di molti club europei. Nella sua ultima esperienza allo Strasburgo ha totalizzato 26 presenze e 2 gol; in totale ha collezionato 167 presenze e 7 gol nel club della sua città natale.

#### Werder Brema
Nel 2003 viene ceduto in prestito al Werder Brema, dove riesce a vincere la Bundesliga e la Coppa di Germania totalizzando 32 presenze e 4 gol. Nella sua seconda stagione con il club tedesco, dopo essere stato riscattato dal club francese, colleziona ancora una volta 32 presenze e 4 gol, tuttavia la squadra tedesca non riesce ad andare oltre il terzo posto finale in Bundesliga. Colleziona anche 7 apparizioni in Champions League con la squadra di Brema, senza però segnare alcun gol.

#### Bayern Monaco, Hannover e ritiro
Nel luglio del 2005 passa al Bayern Monaco. Al suo debutto con il club tedesco rimedia un cartellino rosso, ma nonostante questo a fine stagione riesce a vincere per la seconda volta in carriera Bundesliga e Coppa di Germania. Nella sua seconda stagione con i bavaresi riesce a scendere in campo solo una volta a causa di un infortunio e nel gennaio del 2008 passa all'Hannover 96. Con il Bayern Monaco ha collezionato 31 presenze in campionato e 8 in Champions League, segnando un gol nella sconfitta per 4-1 contro il Milan.
Viene acquistato dall'Hannover 96 per rafforzare la difesa e per avere là un leader nella squadra. Debutta con la sua ex squadra, il Bayern Monaco. Ha giocato bene per i primi 45 minuti aiutando la squadra a mantenere il risultato sullo 0-0 salvo poi essere uscito dal campo per un piccolo infortunio; senza di lui il Bayern riuscirà a mettere a segno 3 gol nel secondo tempo. Dopo aver superato l'infortunio si è imposto come leader della squadra. Tuttavia a causa di ulteriori infortuni e delle diagnosi incerte sui tempi di recupero il 5 ottobre 2009 si ritira dal calcio giocato. Con l'Hannover 96 ha totalizzato 18 presenze.

### Nazionale
In ambito Nazionale, Ismaël ha disputato solo incontri con le selezioni giovanili francesi, giocando con l'Under-18 e l'Under-21. Non essendo stato mai convocato con la Nazionale Maggiore, avrebbe voluto giocare per la Germania; tuttavia questa richiesta venne respinta dalla federazione tedesca, poiché non vi erano i requisiti necessari per una convocazione.
Nell'ottobre del 2005, Ismaël chiese nuovamente di poter essere convocato dalla Nazionale Maggiore tedesca, ricevendo un nuovo rifiuto, il quale nel marzo 2006 divenne definitivo in quanto la Federcalcio tedesca annunciò che Ismaël non era idoneo a giocare per la Germania perché aveva giocato una partita di qualificazione al Campionato Europeo Under 21 per la Francia nell'agosto 1996. Secondo le regole della FIFA, avrebbe avuto bisogno della cittadinanza tedesca già nel 1996 per cambiare.
Nel dicembre 2005, il Togo avrebbe voluto convocare Ismaël per i Mondiali di calcio 2006, dato che la sua ex moglie era in parte di origini togolesi, ma negò l'approccio e l'interesse per l'offerta.

## Allenatore

### Club

#### Gli inizi
Il 10 ottobre 2009 è stato nominato dall'Hannover 96 come assistente direttore generale. Dal 24 giugno 2010 è anche membro del consiglio dell'Hannover 96. Nell'ottobre 2011 viene nominato allenatore dell'Hannover 96 II.

#### LASK
Il 27 maggio 2019 viene assunto dagli austriaci del LASK.
A fine stagione viene rimpiazzato da Dominik Thalhammer.

#### Barnsley e West Bromwich
Il 23 ottobre 2020 viene assunto dal Barnsley. A fine stagione raggiunge i play-off, in cui i biancorossi vengono eliminati al primo turno dallo .
Il 24 giugno 2021 lascia il club, e contestualmente firma un contratto quadriennale con il West Bromwich.
Il 2 febbraio 2022 viene esonerato.

#### Besiktas
Il 25 marzo 2022 firma un contratto di una stagione e mezza con il Beşiktaş. Il 26 ottobre 2022 viene esonerato.

#### Watford
Il 10 maggio 2023 viene annunciato il suo ritorno in Inghilterra, diventando il nuovo tecnico del Watford a partire dal 1º luglio 2023.

## Statistiche
Statistiche aggiornate al 30 maggio 2025.
| Stagione            | Squadra             | Campionato          | Campionato | Campionato | Campionato | Campionato | Coppe nazionali | Coppe nazionali | Coppe nazionali | Coppe nazionali | Coppe nazionali | Coppe continentali | Coppe continentali | Coppe continentali | Coppe continentali | Coppe continentali | Altre coppe | Altre coppe | Altre coppe | Altre coppe | Altre coppe | Totale | Totale | Totale | Totale | % Vittorie | Piazzamento            |
| Stagione            | Squadra             | Comp                | G          | V          | N          | P          | Comp            | G               | V               | N               | P               | Comp               | G                  | V                  | N                  | P                  | Comp        | G           | V           | N           | P           | G      | V      | N      | P      | %          | Piazzamento            |
| ------------------- | ------------------- | ------------------- | ---------- | ---------- | ---------- | ---------- | --------------- | --------------- | --------------- | --------------- | --------------- | ------------------ | ------------------ | ------------------ | ------------------ | ------------------ | ----------- | ----------- | ----------- | ----------- | ----------- | ------ | ------ | ------ | ------ | ---------- | ---------------------- |
| ott. 2011-2012      | Hannover 96 II      | FRN                 | 19         | 8          | 4          | 7          | -               | -               | -               | -               | -               | -                  | -                  | -                  | -                  | -                  | -           | -           | -           | -           | -           | 19     | 8      | 4      | 7      | 42,11      | Sub., 6°               |
| 2012-2013           | Hannover 96 II      | FRN                 | 30         | 16         | 6          | 8          | -               | -               | -               | -               | -               | -                  | -                  | -                  | -                  | -                  | -           | -           | -           | -           | -           | 30     | 16     | 6      | 8      | 53,33      | 4°                     |
| Totale Hannover II  | Totale Hannover II  | Totale Hannover II  | 49         | 24         | 10         | 15         |                 | -               | -               | -               | -               |                    | -                  | -                  | -                  | -                  |             | -           | -           | -           | -           | 49     | 24     | 10     | 15     | 48,98      |                        |
| 2013-2014           | Wolfsburg II        | FRN                 | 34+2       | 23+0       | 5+1        | 6+1        | -               | -               | -               | -               | -               | -                  | -                  | -                  | -                  | -                  | -           | -           | -           | -           | -           | 36     | 23     | 6      | 7      | 63,89      | 1°                     |
| ago.-nov.2014       | Norimberga          | 2BL                 | 13         | 4          | 2          | 7          | CG              | 1               | 0               | 0               | 1               | -                  | -                  | -                  | -                  | -                  | -           | -           | -           | -           | -           | 14     | 4      | 2      | 8      | 28,57      | Eson.                  |
| 2015-2016           | Wolfsburg II        | FRN                 | 34+2       | 25+1       | 4          | 5+1        | -               | -               | -               | -               | -               | -                  | -                  | -                  | -                  | -                  | -           | -           | -           | -           | -           | 36     | 26     | 4      | 6      | 72,22      | 1°                     |
| lug.-ott. 2016      | Wolfsburg II        | FRN                 | 12         | 4          | 4          | 4          | -               | -               | -               | -               | -               | -                  | -                  | -                  | -                  | -                  | -           | -           | -           | -           | -           | 12     | 4      | 4      | 4      | 33,33      | Prom. in prima squadra |
| Totale Wolfsburg II | Totale Wolfsburg II | Totale Wolfsburg II | 84         | 53         | 14         | 17         |                 | -               | -               | -               | -               |                    | -                  | -                  | -                  | -                  |             | -           | -           | -           | -           | 84     | 53     | 14     | 17     | 63,10      |                        |
| ott. 2016-feb. 2017 | Wolfsburg           | BL                  | 15         | 5          | 1          | 9          | CG              | 2               | 1               | 0               | 1               | -                  | -                  | -                  | -                  | -                  | -           | -           | -           | -           | -           | 17     | 6      | 1      | 10     | 35,29      | Sub., Eson.            |
| ago. 2018           | Apollōn Smyrnīs     | SL                  | 1          | 0          | 0          | 1          | CG              | -               | -               | -               | -               | -                  | -                  | -                  | -                  | -                  | -           | -           | -           | -           | -           | 1      | 0      | 0      | 1      | &0,00      | Eson.                  |
| 2019-2020           | LASK                | BL                  | 22+10      | 17+3       | 3+1        | 2+6        | CA              | 5               | 4               | 0               | 1               | UCL+UEL            | 4+9                | 2+5                | 0+2                | 2+2                | -           | -           | -           | -           | -           | 50     | 31     | 6      | 13     | 62,00      | 2°                     |
| 2020-2021           | Barnsley            | FLC                 | 39+2       | 23         | 5+1        | 11+1       | FACup+CdL       | 3+0             | 2+0             | 0+0             | 1+0             | -                  | -                  | -                  | -                  | -                  | -           | -           | -           | -           | -           | 44     | 25     | 5      | 12     | 56,82      | Sub., 5°               |
| 2021-gen. 2022      | West Bromwich       | FLC                 | 29         | 12         | 9          | 8          | FACup+CdL       | 1+1             | 0+0             | 0+0             | 1+1             | -                  | -                  | -                  | -                  | -                  | -           | -           | -           | -           | -           | 31     | 12     | 9      | 10     | 38,71      | Eson.                  |
| apr.-giu. 2022      | Beşiktaş            | SL                  | 8          | 3          | 4          | 1          | TK              | -               | -               | -               | -               | -                  | -                  | -                  | -                  | -                  | -           | -           | -           | -           | -           | 8      | 3      | 4      | 1      | 37,50      | Sub., 6°               |
| ago.-ott. 2022      | Beşiktaş            | SL                  | 11         | 5          | 4          | 2          | TK              | -               | -               | -               | -               | -                  | -                  | -                  | -                  | -                  | -           | -           | -           | -           | -           | 11     | 5      | 4      | 2      | 45,45      | Eson.                  |
| Totale Besiktas     | Totale Besiktas     | Totale Besiktas     | 19         | 8          | 8          | 3          |                 | -               | -               | -               | -               |                    | -                  | -                  | -                  | -                  |             | -           | -           | -           | -           | 19     | 8      | 8      | 3      | 42,11      |                        |
| 2023-mar. 2024      | Watford             | FLC                 | 37         | 11         | 12         | 14         | FACup+CdL       | 3+1             | 1+0             | 1+1             | 1+0             | -                  | -                  | -                  | -                  | -                  | -           | -           | -           | -           |             | 41     | 12     | 14     | 15     | 29,27      | Eson.                  |
| mar.-mag. 2025      | Blackburn           | FLC                 | 12         | 4          | 3          | 5          | FACup+CdL       | -               | -               | -               | -               | -                  | -                  | -                  | -                  | -                  | -           | -           | -           | -           |             | 12     | 4      | 3      | 5      | 33,33      | Sub. 7°                |
| Totale Carriera     | Totale Carriera     | Totale Carriera     | 320        | 159        | 64         | 97         |                 | 17              | 8               | 2               | 7               |                    | 13                 | 7                  | 2                  | 4                  |             | -           | -           | -           | -           | 350    | 174    | 68     | 108    | 49,71      |                        |

## Palmarès

### Giocatore

#### Competizioni nazionali
- Coppa di Lega francese: 2

Strasburgo: 1996-1997
Lens: 1998-1999
- Coppa di Francia: 1

Lens: 2000-2001
- Campionato tedesco: 2

Werder Brema: 2003-2004
Bayern Monaco: 2005-2006
- Coppa di Germania: 2

Werder Brema: 2003-2004
Bayern Monaco: 2005-2006
- Coppa di Lega tedesca: 1

Bayern Monaco: 2007

#### Competizioni internazionali
- Coppa Intertoto UEFA: 1

Strasburgo: 1995

### Allenatore

#### Competizioni nazionali
- Fußball-Regionalliga: 1

Wolfsburg II: 2013-2014 (girone Nord)